# NGC 7457
NGC 7457 (również PGC 70258 lub UGC 12306) – galaktyka eliptyczna (E-S0), znajdująca się w gwiazdozbiorze Pegaza. Odkrył ją William Herschel 12 września 1784 roku.